# Gaudemunda Zofia
Gaudemunda, imię chrzestne Zofia (zm. 1288) – litewska księżniczka, córka wielkiego księcia litewskiego Trojdena (lit. Traidenis).

## Życiorys
W 1279 roku poślubiła księcia mazowieckiego Bolesława II. Przed ślubem została ochrzczona jako Zofia. Było to pierwsze litewsko-polskie małżeństwo dynastyczne. W tym małżeństwie urodzili się dwaj synowie: Siemowit II i Trojden I (późniejszy książę na Czersku i Warszawie).
Gaudemundę uważa się za kobietę wielkiego miłosierdzia i pobożności. Pochowano ją katedrze w Płocku jako jedyną kobietę obok 15 książąt mazowieckich.

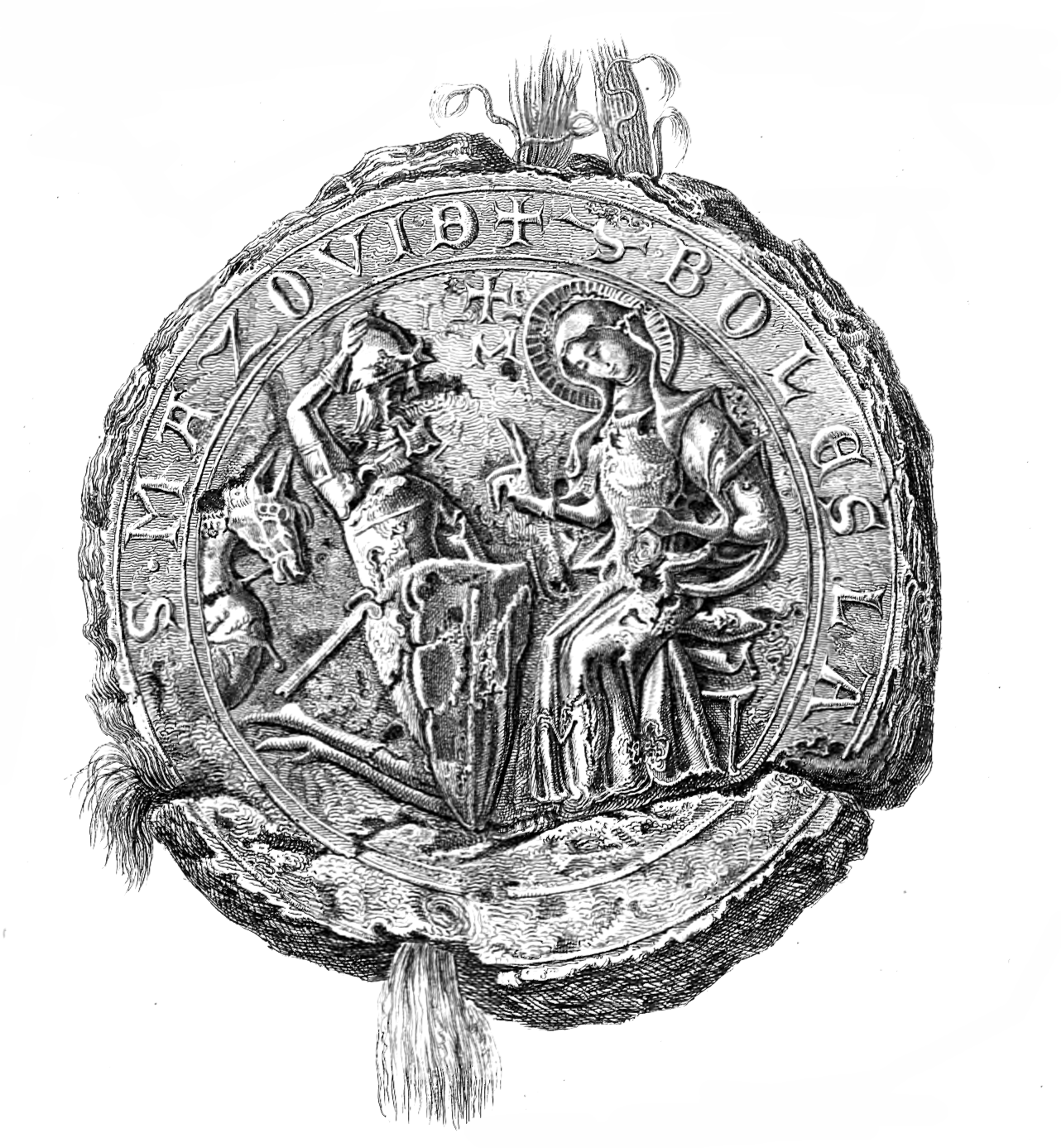
Pieczęć wiązana z Księciem Mazowsza, małżonkiem Gaudemundy.
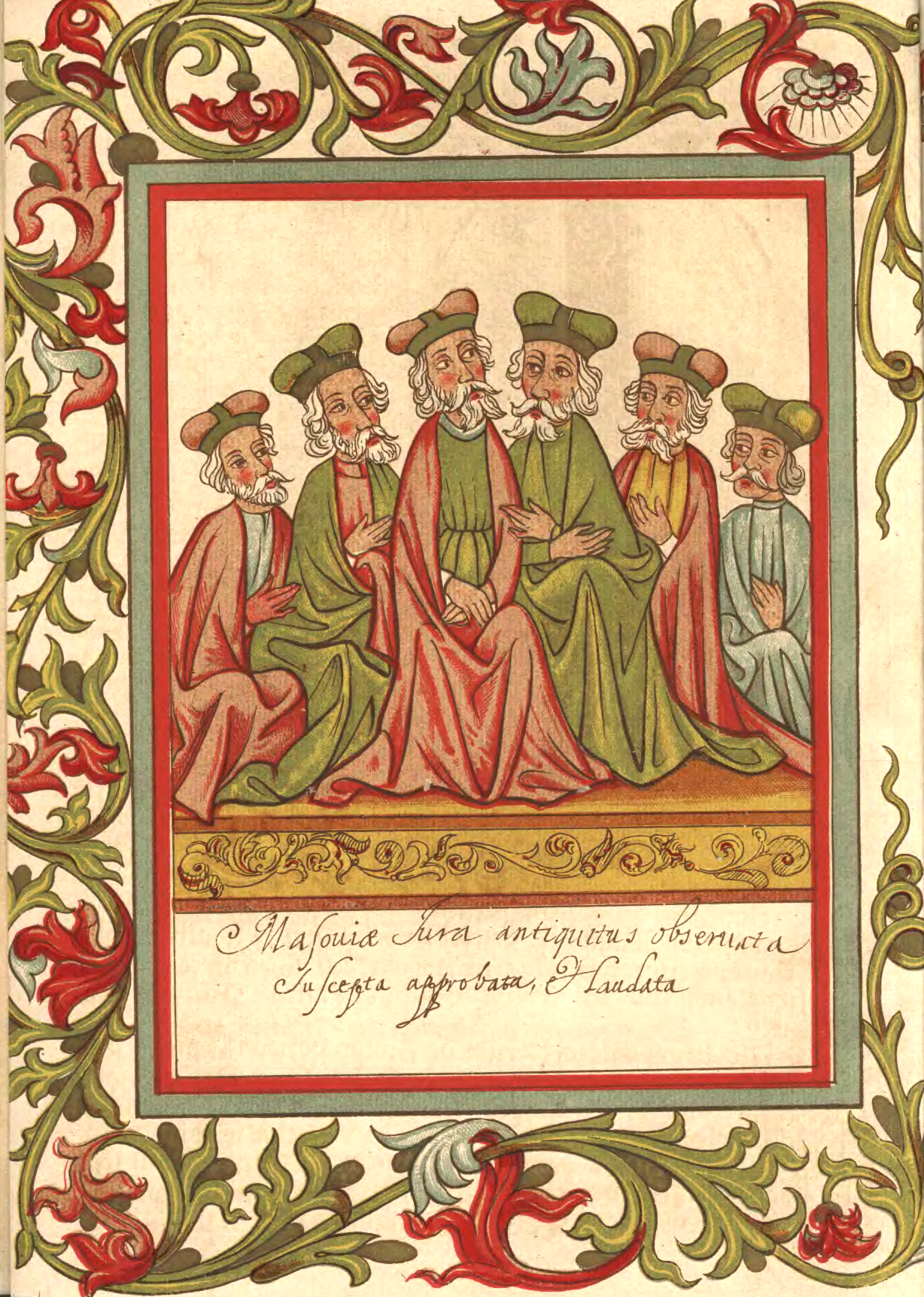
Książęta mazowieccy m.in. Bolesław II (mąż G.) i Trojden I (syn G.)
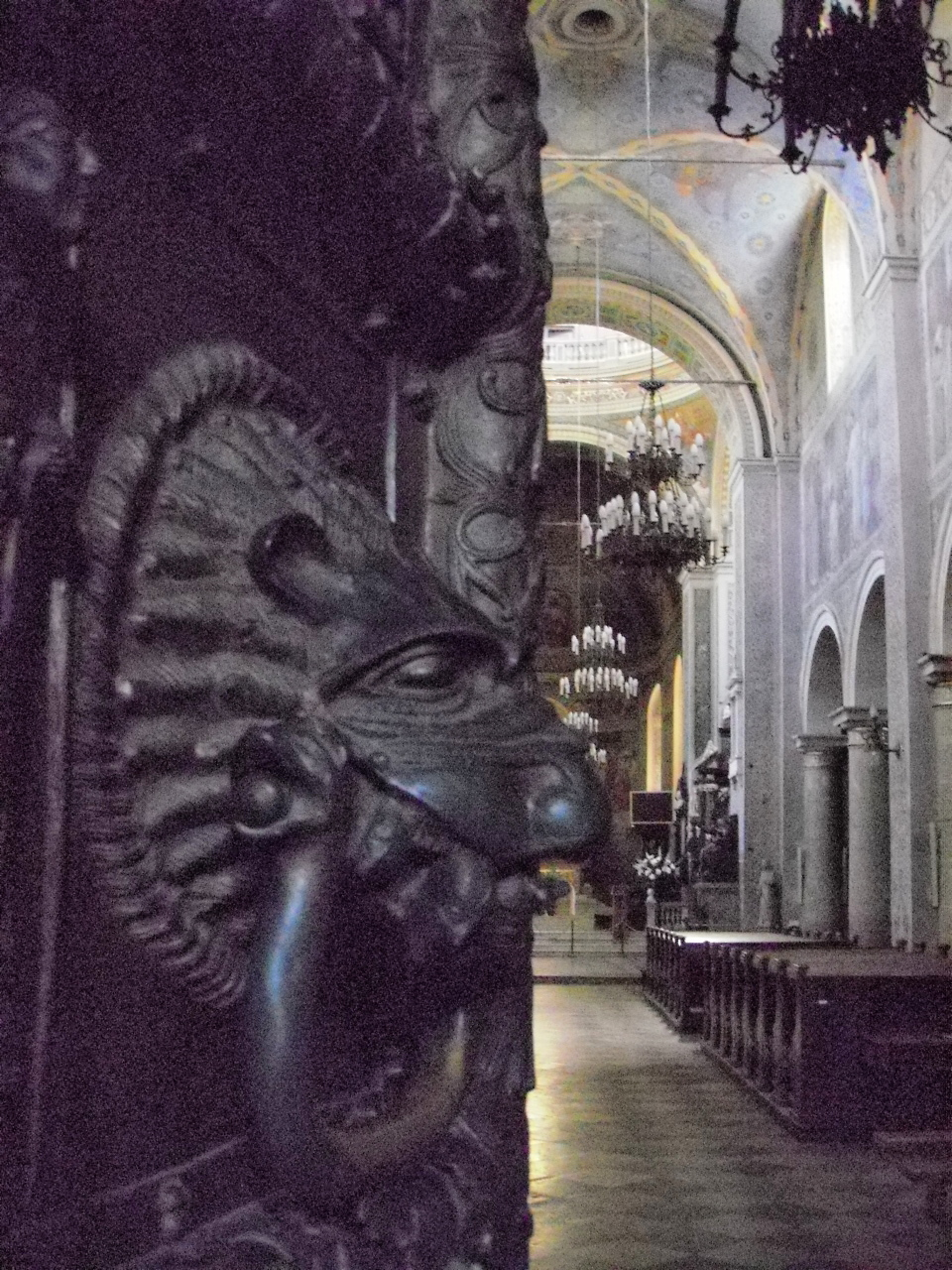
Gaudemunda, księżniczka litewska jest pochowana w Katedrze w Płocku.